# Borki Wielkie (gromada w powiecie biskupieckim)
Borki Wielkie – dawna gromada, czyli najmniejsza jednostka podziału terytorialnego Polskiej Rzeczypospolitej Ludowej w latach 1954–1972.
Gromady, z gromadzkimi radami narodowymi (GRN) jako organami władzy najniższego stopnia na wsi, funkcjonowały od reformy reorganizującej administrację wiejską przeprowadzonej jesienią 1954 do momentu ich zniesienia z dniem 1 stycznia 1973, tym samym wypierając organizację gminną w latach 1954–1972.
Gromadę Borki Wielkie z siedzibą GRN w Borkach Wielkich utworzono – jako jedną z 8759 gromad na obszarze Polski – w powiecie szczycieńskim w woj. olsztyńskim na mocy uchwały nr 27 WRN w Olsztynie z dnia 4 października 1954. W skład jednostki weszły obszary dotychczasowych gromad Borki Wielkie i Sadowo oraz miejscowości Parleza Mała, Nowa Wólka i Stara Wólka z dotychczasowej gromady Rudziska ze zniesionej gminy Kobułty w powiecie szczycieńskim, a także obszar dotychczasowej gromady Kamionka ze zniesionej gminy Rybno w powiecie mrągowskim w tymże województwie. Dla gromady ustalono 9 członków gromadzkiej rady narodowej.
1 stycznia 1958 gromadę Borki Wielkie włączono do powiatu reszelskiego w tymże województwie.
1 stycznia 1959 powiat reszelski przemianowano na powiat biskupiecki.
Gromadę zniesiono 1 stycznia 1960, a jej obszar włączono do gromad Kobułty (wsie Borki Małe, Borki Wielkie, Dąbrówka Kobułcka, Kamionka, Kamionka Mała i Kamionka Wielka oraz osadę Dąb) i Biskupiec (wsie Parleza Mała i Sadowo) w tymże powiecie.